# Klaxons
Klaxons var en engelsk musikgrupp bildad 2005 i London, England. Gruppen blev känd genom den amerikanska webbsidan MySpace. De spelade elektronisk pop och har bland annat varit med på ett spår på Chemical Brothers album We Are the Night från 2007.

## Diskografi
Album
- Myths of the Near Future (2007)
- Surfing The Void (2010)

Samlingsalbum/DJ Mixes
- Mixes & Instrumentals (2007)
- A Bugged Out Mix (2007)

EP
- Xan Valleys (2006)
- Landmarks of Lunacy (2010)

Singlar (urval)
- "Magick" (2006)
- "Atlantis to Interzone" (2006)
- "Golden Skans (2007)
- "Gravity's Rainbow" (2007)
- "It's Not Over Yet" (2007)
- "Echoes" (2010)
- "Twin Flames" (2010)
- "There Is No Other Time" (2014)